# イリノイ郡
イリノイ郡（-ぐん、英: Illinois Country, Illinois County、仏: Pays des Illinois）は、現在のアメリカ合衆国イリノイ州の南西部を中心とする未定義地域を表現するために17世紀以降に使われた名前である。この地域は1673年にフランス系カナダ人のルイ・ジョリエとフランス人のジャック・マルケットがミシシッピ川を探検し、以降フランスがイリノイ郡として領有権を主張し開拓を始めたものであった。

## 位置
この領域には明確な境界が設けられることはなかった。初期の表現ではかなり広大なものとなっていた。最大領域を表現したものでは、東はアレゲーニー山脈、西はロッキー山脈、北はイリノイ川のピオリア、南はアーカンザス川がミシシッピ川に注ぐ所のアーカンソー基地となっていた。他の表現ではミシガン湖とスペリオル湖から南で、オハイオ川とミズーリ川までとなっていた。イギリスがこの領域を獲得した後の表現では、ミシシッピ川を西の境界とし、北はイリノイ川、東はウォバッシュ川、南はオハイオ川としていた。今日「アメリカの底」として知られる地域がイリノイ郡を表現するものすべてのほぼ中心にある。

## 探検と開拓
元々、この領域の主たる白人居住者はフランス人交易業者と伝道師であり、どちらも先住民族、中でもカスカスキアと呼ばれる種族と交流していた。フランスは恒久的な定住を促すために女性も入植させたが、この地域では開拓に成功したとは言えないような状況だった。相当数のフランス人受刑者がこの地に送られ開拓者となった。ドイツ人やスペイン人移民もこの地域に入ってきて、初期アメリカの融合文化の一つを創った。
初期はフランス領カナダの統治を受けていたが、1717年9月27日、フランス王ルイ15世の命令により、イリノイ川を北の境界としてフランス領ルイジアナに付属された。1721年、フランス領ルイジアナの7番目の行政区として「イリノイ」と名付けられ、現在のイリノイ州の半分以上を含むとともに、アーカンザス川と北緯43度線の間、ロッキー山脈とミシシッピ川との間の領域を含んでいた。1723年、ウォバッシュ川の付近の領域が別の地区として分離された。この頃、イリノイ郡はアッパー・ルイジアナと呼ばれることがあったが、この言葉はミシシッピ川の西の地域を表現するために使われており、イリノイ郡はミシシッピ川の東、オハイオ川の北とされていた。1763年のパリ条約によってイギリスがミシシッピ川の東の領域を獲得し、スペインがルイジアナとミシシッピ川の西の領域を獲得することで、その区別が明白になった。
1718年1月1日、この地域の独占的交易がジョン・ローとそのカンパニー・オブ・ザ・ウエストに勅許され、会社名は1719年にカンパニー・オブ・ザ・インディーズと変えられた。この会社は貴金属を採掘して利益を上げることを期待しており、その利益を守るために砦を造った。シャルトル砦の建設は1718年に始まり、1720年に完成した。その位置はミシシッピ川に近いプレーリー・デュ・ロシェ近くにあった。
この砦にはイリノイ郡の政府が置かれ、攻撃的なフォックス族インディアンを抑えるために力あった。砦の名前はフランスの摂政の子、ルイ・ダック・ド・シャルトルに因んでいた。度重なる洪水のために、他の砦が1725年に内陸に造られた。1731年までに、インディーズ会社の存在価値が無くなり、独占権は国王に戻された。1747年、砦の守備隊は約18マイル (29 km)南のカスカスキアに移された。古い砦の近くに新しい石造りの砦が計画され、1754年には「ほぼ完成」という記録があるが、実際には1760年まで建設工事が続けられた。
新しい石造りの砦はフランス領イリノイ郡の本部となったが、フレンチ・インディアン戦争を終結させる1763年のパリ条約により、イギリスに手渡された。1763年宣言により、アパラチア山脈とミシシッピ川の間、フロリダからニューファンドランド島までのほとんど全ての土地がインディアン保留地と呼ばれるインディアンの領土となった。開拓者は立ち去るか、留まる場合は特別の認可を取るように命令された。このことでフランス人開拓者の多くはセントルイスに移動した。
イギリスは1765年10月10日にシャルトル砦を接収し、キャベンディッシュ砦と改名した。イギリスは当初の追放令を和らげ、フランス人住民がフランスの法律と同じ権利と特典を享受できることとした。1768年9月、イギリスはミシシッピ川渓谷では最初の慣習法に基づく裁判所を設立した（フランスの法は大陸法と呼ばれている）。
1772年に大洪水を経験し、イギリスは砦の維持に価値が認められずに放棄することになった。砦の守備隊はカスカスキアの砦に移動しゲイジ砦と改名した。

### その他の開拓地
- ピオリアは当初ヌーベルフランスの最南端であり、フランス領ルイジアナの最北端となり、最後は新しくできたアメリカ合衆国の最西端となった。フランスの関心は、フランス人探検家が初めてイリノイ川にやってきた1673年から、アメリカ合衆国の最初の開拓者がこの地域に入ってきた1815年ころまで、優に100年以上もの間、ピオリアが中心であった。川の東堤に少数のフランス人が残っていたが、1846年頃までに居なくなった。今日、ピオリア中心街の街路配置にフランス領ピオリアのかすかな名残があり、通りや学校、ホテルの集会室の名にジョリエ、マルケット、ラサールなどの名前が残っている。
- 1675年、ジャック・マルケットが現在のイリノイ州ユーティカの近く「グレート・ビレッジ」に伝道所を造った。1680年にイロコイ族に破壊された。
- バンセンヌ砦、後にセントバンセンヌ、最後はビンセンズは1732年に造られた。イギリス軍が支配した後はサックビル砦になり、ジョージ・ロジャース・クラークは、バージニア知事に因んでパトリック・ヘンリー砦とした。最初の広域イリノイ郡の一部であるが、後の北西部領土の一部となった時に郡庁所在地となった。
- ケベックから来たフランス人宣教師により1699年に造られたカホキアは、この地域で初期に造られた開拓地の一つであり、北部の町では最も人口が多くなった。1787年、北西部領土のセントクレア郡の郡庁所在地となった。1801年、インディアナ準州知事のウィリアム・ハリソンは、セントクレア郡を拡大してカナダ国境まで伸びる広大な領域を管理することとした。1814年、セントクレア郡は現在在る領域に減らされ、郡庁はカホキアからベルビルに移された。1769年4月20日、偉大なインディアンの指導者、ポンティアック酋長が不名誉な目的でカホキアに来て、ピオリアの酋長に殺された。
- 1703年に造られたカスカスキアは、当初小さな伝道所であり、1809年から1818年はイリノイ準州都として栄え、1818年から1820年、イリノイ州の初代州都となった。フランスが1721年に砦を造り、イギリスが1763年に破壊した。アメリカ独立戦争の間、ジョージ・ロジャース・クラーク将軍が1778年に占領した。19世紀の洪水で古い開拓地は破壊された。この地域は現在カスカスキア砦州立公園となっている。
- 1720年、カンパニー・オブ・ザ・ウエストの採鉱部門支配人フィリップ・ド・ルノーが200名の労働者と機械工および500名の黒人奴隷とともに到着して採鉱を始めた。しかし、あまり利益にならない石炭と鉛のみを産出したため、会社は失敗した。1723年、ルノーと労働者および奴隷はセントフィリップの集落を造った。今日のイリノイ州モンロー郡ルノーの近くであり、シャルトル砦からは北に3マイル (5 km)であった。これがこの地域に入った最初の黒人奴隷の記録である。
- フランスは1757年にメトロポリス近くにマサック砦を築いた。
- オーリアンズ砦はミズーリ州ブランズウィック近くのミズーリ川沿いに1723年に築かれた。

## 植民地時代の後
アメリカ独立戦争の間、ジョージ・ロジャース・クラーク将軍がバージニアのためにイリノイ郡全体を占領した。1779年11月バージニア議会はオハイオ川の西にある土地全てからなるイリノイ郡を創出し、カスカスキアを郡庁所在地として、領有権を主張した。ジョン・トッド大尉が知事に指名された。しかしこの政府は以前のフランス開拓地に制限されているうえにあまり実効的ではなかった。
イリノイ郡に住んでいたフランス人やインディアンは、クラーク将軍を支援すれば市民権を与えられた。北西部条例を始めとして、アメリカ合衆国議会による多くの条約や行動によって、ビンゼンズとカスカスキアのフランス人とインディアン住人は特別の例外として、バージニア市民を宣言した。イリノイ郡という言葉はこれらの開拓地に関わる法制で使われることがあった。
イリノイ郡の領域の大部分は1787年の北西部領土創出によって、アメリカ合衆国の自治的領域となった。